# Elizabeth Chambers (piloto)
Elizabeth «Betty» Maxine Chambers (Los Ángeles, California; 25 de agosto de 1920 -Los Ángeles; 11 de mayo de 1961) fue una de las primeras mujeres piloto en el programa de Pilotos del Servicio de la Fuerza Aérea (WASP) en el que las mujeres asumieron tareas de vuelo sin combate por lo que más pilotos hombres estaban disponibles para el combate. Estuvo en la clase WASP de 44-W-3 como parte del Destacamento de Entrenamiento de Vuelo de las Fuerzas Aéreas 318a. Se convirtió en piloto poco después de que su esposo perdiera la vida mientras volaba, a pesar del hecho de que ella tenía un bebé recién nacido, y fue la única viuda y madre reciente que sirvió como WASP.

## Carrera
Chambers nació en Los Ángeles, California y pasó su infancia en Hollywood, California.
Antes de la Segunda Guerra Mundial, Chambers trabajó para Walt Disney Company y Universal Pictures, donde realizó trabajos de posproducción que incluyeron la confección de contornos para celdas de celuloide de dibujos animados en preparación para pintar durante la etapa del proceso fotográfico de la producción cinematográfica.
Chambers estaba casada con Robert William Chambers, un piloto del ejército de los Estados Unidos que había trabajado anteriormente en Lockheed Corporation en el departamento de ingeniería. Más tarde, durante su servicio como WASP, Chambers sería enviada a una misión a una planta de Lockheed.
En 1942, durante la guerra, Robert murió en un accidente aéreo. Después de su muerte, Chambers y su bebé se mudaron con sus padres y ella consiguió un trabajo como telefonista en Southern California Telephone Company.
Solicitó ser una piloto del Servicio de la Fuerza Aérea. Ella dijo: «Justo el día antes del accidente [de mi esposo], Bob había oído hablar de los WASP y quería que yo volara ... de hecho, él quería enseñarme, pero no pudo ser de esa manera. Me encanta volar como lo él lo hizo, y espero poder reemplazar a un hombre para hacer el trabajo que Bob quería hacer». Ingresó el 4 de octubre de 1943 y se graduó el 15 de abril de 1944.
Recibió entrenamiento en Avenger Field en Sweetwater, Texas, y luego fue enviada a Turner Field en Albany, Georgia, después siguió su formación en la Escuela Táctica de la Fuerza Aérea del Ejército en Orlando, Florida. Ella se encontraba ubicada en Greenwood Army Air Field en Greenwood, Misisipi, donde acumuló más de 420 horas de vuelo hasta el 20 de diciembre de 1944.
Como piloto, voló en aviones de entrenamiento avanzados North American T-6 Texan, de entrenamiento primarios biplanos Boeing-Stearman Modelo 75 y los aviones de entrenamiento gemelos Beechcraft AT-10 Wichita y el BT-25. El servicio de Chambers terminó cuando el programa WASP se disolvió a fines de 1944.
Después de la guerra, Chambers trabajó en American Airlines en el aeropuerto LaGuardia en la ciudad de Nueva York hasta 1946. Con el tiempo perdió contacto con la comunidad WASP, un grupo muy unido que a menudo celebraba reuniones y reuniones.

## Honores
El 2 de noviembre de 1977, el presidente Jimmy Carter aprobó la Ley Pública 95-202, que otorgaba a los que formaron parte del programa de veteranos militares del programa WASP, —anteriormente fueron considerados civiles—. En julio de 2009, el presidente Barack Obama firmó un proyecto de ley que otorgó a los WASP la Medalla de Oro del Congreso de los Estados Unidos.